# Gračanica (canton de Tuzla)
Pour les articles homonymes, voir Gračanica.
Gračanica (en cyrillique : Грачаница) est une ville et une municipalité de Bosnie-Herzégovine située dans le canton de Tuzla et dans la fédération de Bosnie-et-Herzégovine. Selon les premiers résultats du recensement bosnien de 2013, la ville intra muros compte 13 400 habitants et la municipalité 48 395.

## Géographie
Gračanica est située au nord-est de la Bosnie-Herzégovine, à l'est de Doboj et à l'ouest de Tuzla. La municipalité s'étend sur une grande partie de la basse vallée de la rivière Spreča et sur une partie des monts Trebava.

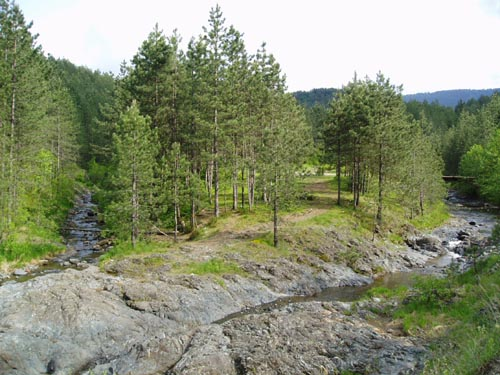
La rivière Prenja sur le mont Ozren

Elle est entourée par les municipalités Gradačac au nord, Srebrenik à l'est, Lukavac au sud-est et par celles de Petrovo et Doboj Istok au sud et à l'ouest.

## Histoire
Gračanica est mentionnée pour la première fois, à propos de sa mine de fer, dans des archives ottomanes datant de 1528. Elle obtint le statut de ville en 1548 et prit son essor au XVIIe siècle, sous l'impulsion d'Ahmed-paša Budimlija, qui y construisit la Mosquée blanche, un hammam et une tour de l'horloge (en bosnien : sahat-kula). Durant la période autrichienne, elle connut un important développement économique et culturel.
En 1991, avant la guerre de Bosnie, la municipalité couvrait une superficie de 387 km2 et, en plus de la ville, comptait 28 localités. Après la guerre et à la suite des accords de Dayton, une municipalité de Petrovo a été créée et rattachée à la république serbe de Bosnie (Republika Srpska) ; elle ne compte plus que 20 localités réparties sur un territoire de 219 km2.

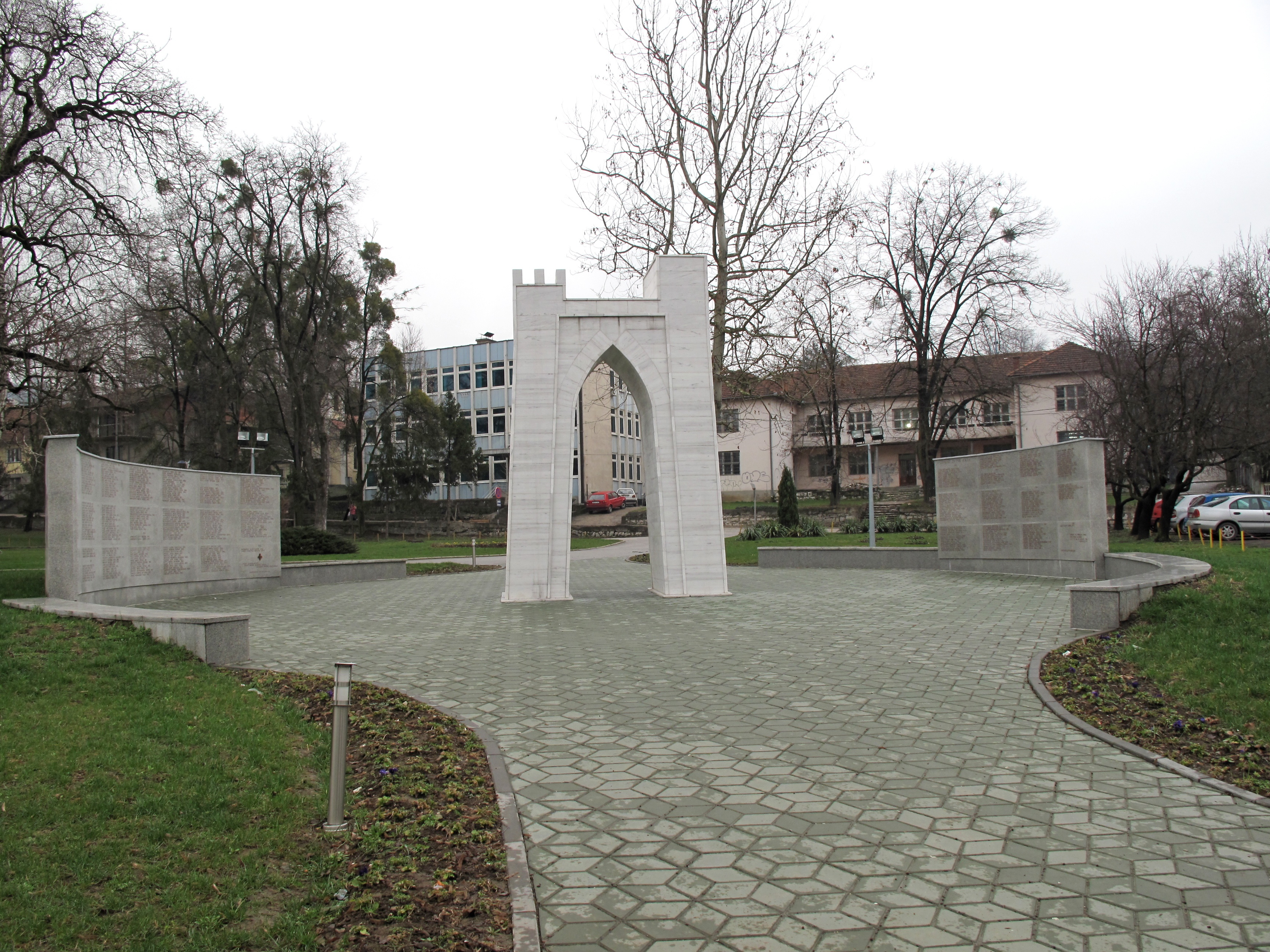
Le monument aux morts de la guerre de Bosnie-Herzégovine

## Localités

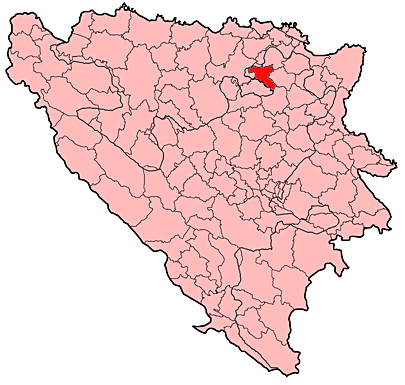
Localisation de la municipalité de Gračanica en Bosnie-Herzégovine

La municipalité de Gračanica compte 23 localités :
| - Babići - Doborovci - Donja Lohinja - Džakule - Gornja Lohinja - Gračanica - Lendići - Lukavica - Malešići - Miričina - Orahovica Donja - Orahovica Gornja | - Paležnica Donja - Piskavica - Pribava - Prijeko Brdo - Rašljeva - Skipovac Donji - Skipovac Gornji - Soko - Stjepan Polje - Škahovica - Vranovići |

## Démographie

### Villeintra muros

#### Évolution historique de la population dans la villeintra muros
| 1948 | 1953 | 1961  | 1971  | 1981   | 1991   | 2013   |
| ---- | ---- | ----- | ----- | ------ | ------ | ------ |
| -    | -    | 7 656 | 9 477 | 12 103 | 12 712 | 13 400 |

|  |

### Municipalité

#### Évolution historique de la population dans la municipalité
| 1961   | 1971   | 1981   | 1991   | 2013   |
| ------ | ------ | ------ | ------ | ------ |
| 41 283 | 46 950 | 54 311 | 59 134 | 48 395 |

#### Répartition de la population par nationalités dans la municipalité (1991)
En 1991, sur un total de 59 134 habitants, la population se répartissait de la manière suivante :

## Politique
À la suite des élections locales de 2012, les 30 sièges de l'assemblée municipale se répartissaient de la manière suivante :
| Parti                                                                       | Sièges |
| --------------------------------------------------------------------------- | ------ |
| Parti social-démocrate (SDP)                                                | 11     |
| Parti d'action démocratique (SDA)                                           | 11     |
| Parti patriotique de Bosnie-Herzégovine-Sefer Halilović (BPS)               | 3      |
| Bloc démocratique - Union sociale-démocrate de Bosnie-Herzégovine (SDU BiH) | 1      |
| Parti bosnien (BOSS)                                                        | 1      |
| Alliance pour un meilleur avenir de la Bosnie-Herzégovine (SBB BiH)         | 1      |
| Parti libéral-démocrate de Bosnie-et-Herzégovine (LDS)                      | 1      |
| Notre parti (NS)                                                            | 1      |

Nusret Helić, membre du Parti social-démocrate (SDP), a été réélu maire de la municipalité,.

## Éducation

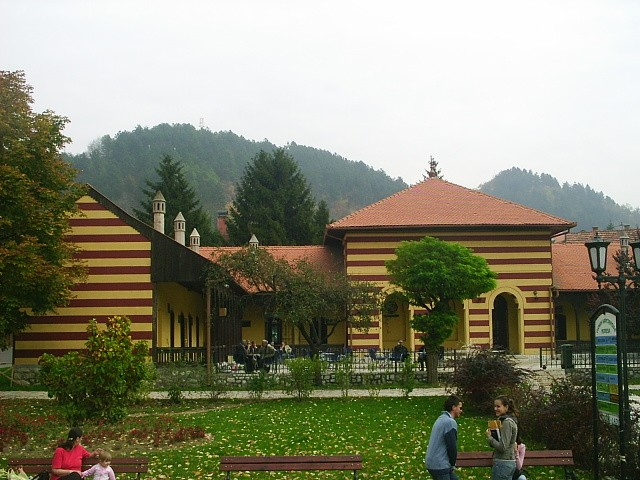
La médersa de Gračanica

## Tourisme

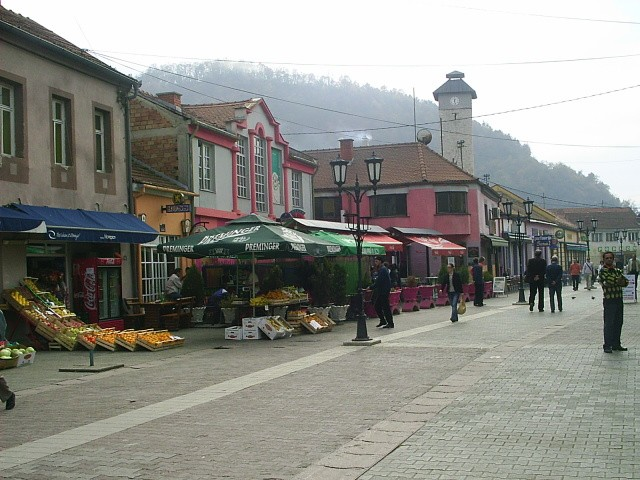
La čaršija de Gračanica

La ville de Gračanica intra muros abrite plusieurs lieux inscrits sur la liste des monuments nationaux de Bosnie-Herzégovine :
- le site archéologique de Korića Han où ont été mis au jour des vestiges remontant à la Préhistoire[8] ;
- la tour de l'horloge, qui remonte à la période ottomane[9] ;
- la maison de Mara Popović, construite en 1840[10] ;
- l'Hôtel de ville, un ancien konak construit en 1887[11] ;
- la moquée de Hadži Džafer (Lipanjska džamija), avec son cimetière[12]
- l'église de l'Ascension, début du XXe siècle, classée avec son iconostase[13].

## Personnalités
- Mustafa Kamarić
- Mustafa Beganović
- Vedin Musić (né en 1973), footballeur
- Nijaz Omerović
- Amel Ćurić
- Ibrahim Jukan
- Hafiz Husein ef. Mujić
- Minja Stjepanović
- Fikret Mehinović
- Marija Babović
- Halim Mulaibrahimović
- Mehmed Imširović
- Sabrija Prohić
- Osman Fazlić
- Fikret Konjić
- Rusmir Djedović
- Izet Mašić
- Osman Puškar
- Hajrudin Junuzović
- Refik Mustajbašić, peintre
- Mihret Topčagić (né en 1989), footballeur
- Nihad Halilbegović (né en 1945), historien, journaliste, homme politique
- Amer Jukan (né en 1978), footballeur
- Branko Cvetković (né en 1984), joueur de basket-ball
- Branko Lazarević (né en 1984), footballeur
- Muhamed Konjić (né en 1970), footballeur
- Nebojša Radmanović (né en 1949), homme politique
- Mitar Lukić (né en 1957), footballeur
- Besim Šerbečić (né en 1998), footballeur bosnien

## Jumelages
La ville de Gračanica est jumelée avec :
- Formia (Italie)
- Fleury-les-Aubrais (France)
- Pljevlja (Monténégro)